# شرکت پخش همگانی فاکس
شبکه رسانه‌ای فاکس  یک شبکه تلویزیونی زمینی آمریکایی، همچنین پخش تجاری (غیردولتی) که از دارایی‌های شاخص و پرچمدار ابرشرکت فاکس است. مقر این شبکه در ساختمان نیوز کورپ در نیویورک، است و دفاتر دیگری در مرکز سخن پراکنی فاکس (که آن هم در نیویورک است) و در مرکز تلویزیونی فاکس در لس آنجلس دارد.
این شبکه که در ۹ اکتبر ۱۹۸۶، به عنوان رقیبی برای سه شبکه بزرگ تلویزیونی (ای‌بی‌سی، سی‌بی‌اس، و ان‌بی‌سی شروع به کار کرد) تبدیل به موفق‌ترین تلاش برای تأسیس یک شبکه تلویزیونی چهارم شد. در فصل ۲۰۰۷–۰۸ این شبکه بالاترین رتبه شبکه‌های زمینی را در گروه سنی ۱۸–۴۹ سال بین ۲۰۰۴ تا ۲۰۱۲ کسب کرد و در فصل ۲۰۰۷–۰۸ بیشترین تماشا را در بین شبکه‌های تلویزیونی آمریکا داشت.
فاکس به افتخار آنچه آن زمان استودیوی فاکس قرن بیستم بود نامگذاری شد، که به‌طور غیرمستقیم به افتخار ویلیام فاکس تهیه‌کننده آن و فاکس فیلم نیای این استودیو نامگذاری شده‌است.
مجموعه تلویزیونی فرار از زندان از جمله سریال های این شبکه است.